# 1999 год в литературе
1999 год в литературе — события в 1999 году, связанные с литературой.
Одним из наиболее значимых литературных событий года было празднование 200-летнего юбилея со дня рождения великого русского поэта А. С. Пушкина. Этому юбилею было посвящено множество мероприятий. Нобелевская премия по литературе в 1999 году была вручена немецкому писателю Гюнтеру Грассу. В этом году был опубликован культовый роман Виктора Пелевина Generation «П». 

## События
- Вышло в свет первое издание «Африканы», работу над которой У. Э. Б. Дюбуа начал 90 лет назад.
- В Израиле с мая стал выходить Иерусалимский журнал — ежеквартальное издание современной израильской литературы на русском языке.
- В России основана новая литературная книжная серия «Голоса. Век XX»[1].
- В сентябре в Польше вышел первый номер ежемесячного журнала на русском языке «Новая Польша» о культуре, литературе, обществе, истории.
- В Японии начал выходить журнал «Ultra Jump» о сэйнэн-манге.
- В Японии в журнале «Ultra Jump» (издательство Shueisha, № 43) опубликована первая глава манги Наруто.
- В Санкт-Петербурге создан ежемесячный критико-библиографический журнал «Новая русская книга» (существовал до 2002 года).
- Учреждена Премия имени П. П. Бажова.

### Мероприятия
- с 14 по 17 июня в Институте русской литературы (Пушкинский Дом) РАН прошла Всероссийская конференция молодых специалистов «Вопросы славяно-русского рукописного наследия»[2].
- В Гатчине состоялся пятый российский кинофестиваль «Литература и кино»[3].
- 22—26 сентября состоялся Первый Московский международный фестиваль поэтов[4].
- 21—24 декабря — научная конференция «Потаённая литература: вопросы истории и типологии»[5].

### Юбилеи

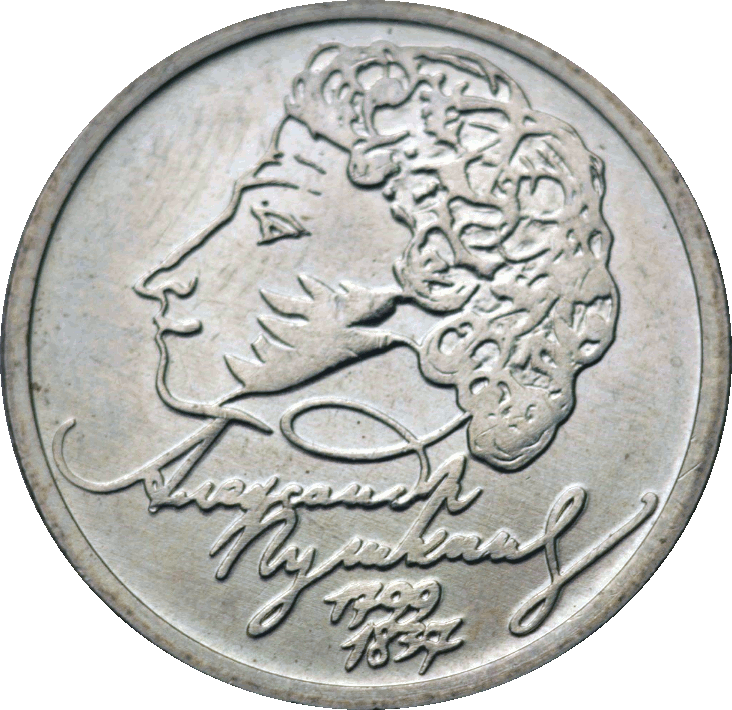
Монета Банка России к 200-летию со дня рождения А. С. Пушкина

- 3 февраля — 100-летие со дня рождения Лао Шэ, китайского прозаика, драматурга и публициста.
- 7 марта — 200-летие со дня рождения Франтишека Ладислава Челаковского, чешского поэта и фольклориста.
- 22 апреля — 100-летие со дня рождения русского писателя Владимира Набокова
- 20 мая — 200-летие со дня рождения французского писателя Оноре де Бальзака.
- 23 мая — 200-летие со дня рождения английского поэта Томаса Гуда.
- 6 июня широко отмечалось 200-летие со дня рождения Александра Пушкина[6][7]. В марте Банк России выпустил по этому поводу серию памятных монет[8].
- 21 июля — 100-летие со дня рождения американского писателя Эрнеста Хемингуэя, лауреата Нобелевской премии по литературе (1954).
- 24 августа — 100-летие со дня рождения аргентинского прозаика, поэта и публициста Хорхе Луиса Борхеса.
- 28 августа — 100-летие со дня рождения русского писателя Андрея Платонова[9].

## Премии

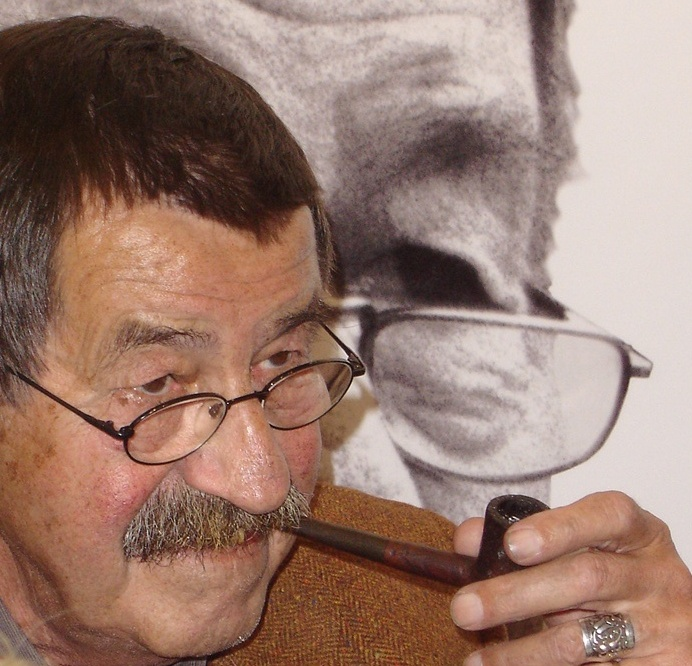
Гюнтер Грасс

### Международные
- Нобелевская премия по литературе — Гюнтер Грасс, «За его игривые и мрачные притчи, коорые освещают забытый образ истории»[10].
- Всемирная премия фэнтези за лучший роман — Луиза Эрдрич, «The Antelope Wife».
- Всемирная премия фэнтези за лучшую повесть — Иэн Маклауд, «The Summer Isles».
- Всемирная премия фэнтези за лучший рассказ — Келли Линк, «Шляпа специалиста».
- Премия Хьюго за лучший роман — Конни Уиллис, «Не считая собаки» (англ. To Say Nothing of the Dog)[11].
- Премия Хьюго за лучшую повесть — Грег Иган, «Океанический» (англ. Oceanic)[11].
- Премия «Хьюго» за лучший рассказ — Майкл Суэнвик, «Машины бьется пульс» (англ. The Very Pulse of the Machine)[11].
- Премия «Хьюго» за лучшую короткую повесть — Брюс Стерлинг, «Такламакан» (англ. Taklamakan)[11].
- Дублинская литературная премия — Эндрю Миллер, «Изобретательная боль».
- Премия Агаты — Ирлин Фоулер, «Mariner’s Compass».
- Нейштадтская литературная премия — не вручалась.
- АБС-премия:
  - номинация «Художественная проза» — Евгений Лукин, «Зона справедливости».
  - номинация «Критика и публицистика» — Всеволод Ревич, «Перекрёсток утопий: судьбы фантастики на фоне судеб страны»(посмертно).
- Премия мира немецких книготорговцев — Фриц Штерн.

### Австрия
- Австрийская государственная премия по европейской литературе — Дубравка Угрешич.
- Премия Эриха Фрида — Эльфрида Герстль.

### Великобритания
- Букеровская премия — Дж. М. Кутзее, «Бесчестье» (англ. Disgrace)[12].
- Женская премия за художественную литературу — Сюзанна Берн, «Преступление по соседству» (англ. A Crime in the Neighborhood)[13].
- Премия Сомерсета Моэма:

1. Андреа Эшворт, «Однажды в горящем доме» (англ. Once in a House on Fire);
2. Пол Фарли, «The Boy from the Chemist is Here to See You»;
3. Джайлс Фоден, «Последний король Шотландии» (англ. The Last King of Scotland);
4. Джонатан Фридленд, «Верните домой революцию» (англ. Bring Home the Revolution).

### Германия
- Премия Георга Бюхнера — Арнольд Штадлер.
- Премия Гёте — Зигфрид Ленц.
- Бременская литературная премия — Дитер Форте, «In der Erinnerung».

### Израиль
- Иерусалимская премия — Дон Делилло.
- Государственная премия Израиля за исследование литературы на иврите — Аарон Мирски.
- Литературная премия имени Бялика:
  - номинация «Литература» — Йорам Канюк, Аарон Альмог, Нурит Зархи;
  - номинация «Еврейская мысль» — не присуждалась.

### Испания
- Литературная премия принца Астурийского — Гюнтер Грасс[14].
- Премия Сервантеса — Хорхе Эдвардс.

### Италия
- Премия Гринцане Кавур — Видиадхар Найпол.

### Норвегия
- Премия Ибсена —  Сесилье Лёвейд, за «Østerrike» и общий вклад в драматургию.
- Премия Браги:
  - номинация «Беллетристика» — Фруде Грюттен, за сборник рассказов «Песни из Бикубе» (норв. Bikubesong).
  - номинация «Детская литература» — Эрна Усланн, за «Salamanderryttaren».

### Россия
- Русский Букер — Михаил Бутов, «Свобода».
- Антибукер:
  - номинация роман/повесть — не присуждалась;
  - номинация поэзия — не присуждалась;
  - номинация драматургия — Евгений Гришковец, «Зима», «Записки русского путешественника»;
  - номинация литературоведение и литературная критика — Павел Басинский;
  - номинация эссе, мемуары, историко-документальная проза — Александр Иванченко.
- Премия Андрея Белого:
  - номинация поэзия — Елена Фанайлова;
  - номинация проза — Михаил Гаспаров;
  - номинация гуманитарные исследования — Лев Рубинштейн;
  - номинация за заслуги перед литературой — Дмитрий Волчек.
- Премия имени П. П. Бажова:

1. Юрий Казарин, за книгу стихов «Поле зрения»;
2. Михаил Найдич, за книгу стихов «Неизбежность горизонта»;
3. Ольга Славникова, за роман «Один в зеркале»;
4. Венедикт Станцев, за книгу стихов «Смотрю я памяти в глаза»;
5. Дмитрий Суворов, за очерк «Все против всех. Неизвестная гражданская война».

- Премия Александра Солженицына — Инна Лиснянская, «За прозрачную глубину стихотворного русского слова и многолетне явленную в нём поэзию сострадания»[15].
- Литературная премия «Чаша круговая» — Эрнст Бутин[16].

### Словения
- Премия Виленицы — Эрика Педретти[17].

### США
- Премия Небьюла — Октавия Батлер, роман «Цикл Притчи».
- Премия Фланнери О’Коннор за короткий рассказ:

1. Эстер Каплан (англ. Hester Kaplan), «The Edge of Marriage»[18];
2. Даррел Спенсер[англ.], «Caution: Men in Trees»[18].

- Премия Эдгара Аллана По:
  - номинация лучший роман — Роберт Кларк, «Признание мистера Уайта», (англ. Mr. White's Confession)[19].
  - номинация Лучший первый роман американского писателя — Стив Хамильтон, «Холодный день в Раю» (англ. A Cold Day in Paradise)[20].
- Пулитцеровская премия за художественную книгу — Майкл Каннингем, «Часы» (англ. The Hours)[21].
- Пулитцеровская премия за лучшую драму — Маргарет Эдсон, «Остроумие» (англ. Wit)[22].
- Пулитцеровская премия за поэзию — Марк Стрэнд, «Метель одного» (англ. Blizzard of One)[23].

### Швеция
- Литературная премия Шведской академии — Клаус Рифбьерг[24].

### Франция
- Гонкуровская премия — Жан Эшноз, «Я ухожу» (фр. Je m'en vais)[25].
- Премия Фемина — Марилин Дебиоль, роман «Анхиз» (фр. Anchise).
  - номинация зарубежному автору —  Хитонари Цудзи, «Белый Будда».
  - номинация за эссе — Мишель дель Кастильо, «Колетт, подлинная Франция» (фр. Colette, une certaine France).
- Премия Ренодо — Даниэль Пикули, «L’Enfant léopard».
- Премия Медичи:
  - номинация за роман — Кристиан Остер, «Моя большая квартира» (фр. Mon grand appartement).
  - номинация за лучшее зарубежное произведение — Бьёрн Ларссон, «Le Capitaine et les Rêves».
  - номинация за эссеистику — Кристин Жорди, «Люди с Темзы и других берегов» (фр. Gens de la Tamise et d’autres rivages).

### Япония
- Премия имени Рюноскэ Акутагавы:

1. Гэцу Гэн, «Теневая жизнь» (蔭の棲みか).
2. Тия Фудзино, «Летнее обещание» (夏の約束).

- Литературная премия за лучшее женское произведение — Ясуко Харада.
- Литературная премия имени Сэя Ито:
  - номинация проза — Таэко Коно, «История о последствиях любви» (後日の話).
  - номинация критика — Мититаро Тада, «Метаморфоза и поджог» (変身　放火論).
- Премия имени Юкио Мисимы:

1. Сэйго Судзуки;
2. Тосиюки Хориэ.

- Литературная премия имени Номы — Такаюки Киёока, «Цветы каштана» (マロニエの花が言った).
- Премия имени Дзюна Таками — Кадзуко То.
- Премия имени Дзюнъитиро Танидзаки — Нобуко Такаги, «Просвечивающее дерево» (透光の樹).

## Книги
- «Астральный полёт души на уроке физики» — сборник повестей и рассказов Дины Рубиной.
- «Bagombo Snuff Box: Несобранные рассказы» — книга рассказов Курта Воннегута.
- «Буря столетия» — книга Стивена Кинга, написанная в форме киносценария.
- «Высокая вода венецианцев» — сборник повестей и рассказов Дины Рубиной.
- «Звёздные войны: Ученик Джедая. Знак короны» (англ. The Mark of the Crown) — четвёртая книга Джуд Уотсон в серии «Звёздные войны: Ученик джедая».
- «Моя жена — ведьма» — первая книга дилогии Андрея Белянина.
- «Повесть о государыне Кассии» — произведение Юлии Латыниной из цикла «Вейская империя».

### Романы
См. также: Категория:Романы 1999 года
- «13½ жизней капитана по имени Синий Медведь» (нем. Die 13½ Leben des Käpt’n Blaubär ) — роман Вальтера Мёрса.
- Generation «П» — роман Виктора Олеговича Пелевина.
- «Гарри Поттер и узник Азкабана» (англ. Harry Potter and the Prisoner of Azkaban) — роман английской писательницы Джоан Роулинг из серии о Гарри Поттере.
- «Геном» — роман Сергея Лукьяненко.
- «Голубое сало» — роман Владимира Сорокина.
- «Гражданская кампания» (англ. A Civil Campaign — роман Лоис Буджолд.
- «Дело о лазоревом письме» — роман Юлии Латыниной из цикла «Вейская империя».
- «Инсайдер» — роман Юлии Латыниной из цикла «Вейская империя».
- «За семью печатями» (пол. Depozyt) — роман Иоанны Хмелевской.
- «Звёздная пыль» (англ. Stardust) — роман Нила Геймана.
- «Колдуны и министры» — роман Юлии Латыниной из цикла «Вейская империя».
- «Королевская битва» (яп. バトル・ロワイアル) — роман-бестселлер японского писателя Косюна Таками.
- «Криптономикон» (англ. Cryptonomicon) — роман Нила Стивенсона.
- «Легионы Грома» (англ. Legion of Thunder) — второй роман трилогии «Орки: первая кровь» Стэна Николса.
- «Насущные нужды умерших» — дебютный роман Игоря Сахновского.
- «Невидимки» (англ. Invisible Monsters) — роман американского писателя Чака Паланика.
- «Один в зеркале» — роман Ольги Славниковой.
- «Охота на изюбря» — роман российской писательницы Юлии Латыниной.
- «По заказу» — детективный роман английского писателя Дика Френсиса.
- «Пятый элефант» (англ. The Fifth Elephant) — юмористический роман Терри Пратчетта
- «Разбор полётов» — роман Юлии Латыниной.
- «Старшая правнучка» (пол. Najstarsza prawnuczka) — роман Иоанны Хмелевской.
- «Хранители Молнии» (англ. Bodyguard of Lightning) — первый роман трилогии «Орки: первая кровь» Стэна Николса.

### Повести
- «Декоратор» — повесть Бориса Акунина.
- «Дело о ртутной бомбе» — повесть Владислава Крапивина.
- «Пиковый валет» — повесть Бориса Акунина.
- «Под созвездием Ориона» — повесть Владислава Крапивина.
- «Прозрачные витражи» — повесть Сергея Лукьяненко.

### Поэзия
См. также статью: 1999 год в англоязычной поэзии
- «Возле ёлки» — сборник стихов Беллы Ахмадулиной.
- «Жуткий кризис „Суперстар“» — сборник стихов Андрея Вознесенского.
- «Нечаяние» — сборник стихов и дневниковых записей Беллы Ахмадулиной.
- «Нотации» — сборник стихов Тимура Кибирова.
- «Страдивари сострадания» — сборник стихов Андрея Вознесенского.

### Литературоведение
- «Барды» — книга Льва Аннинского.
- «Время заветов: Проблемы поэтики и эстетики постсимволизма» — работа Н. В. Дзуцевой[26].
- «Жизнь и творчество Н. И. Колоколова. Статьи и материалы»[27].
- «Под знаком карнавала» — сборник эссе Дины Рубиной.
- «Русские литераторы в Германии»[28].

### Публицистика
- «Дай вам бог здоровья, доктор Кеворкян» (англ. God Bless You, Dr. Kevorkian) — эссе Курта Воннегута.
- «Почему Россия не Америка» — книга российского публициста, полковника ФПС Андрея Паршева.
- «Прибыль на людях. Неолиберализм и мировой порядок» — публицистическая книга леворадикального мыслителя Ноама Хомского.

## Умершие
См. также: Категория:Умершие в 1999 году

### Январь
- 9 января — Ани Идрус, индонезийская писательница (род. в 1918).
- 10 января[29] — Николай Иванович Леонов (65) — советский и российский писатель.
- 11 января — Фабрицио де Андре (58) — итальянский бард и поэт.
- 25 января — Алексей Николаевич Сахаров (64) — советский кинорежиссёр и сценарист.

### Февраль
- 12 февраля — Мишель Сёфор (97) — бельгийский и французский художник-конструктивист, поэт и прозаик, общественный деятель, историк авангардизма.
- 13 февраля — Гэри Дженнингс (70) — американский писатель, автор исторических романов и книг для детей.
- 20 февраля — Сара Кейн (28) — английский драматург.
- 26 февраля — Стасис Англицкис (93) — литовский поэт, переводчик, педагог.
- 28 февраля — Марк Андреевич Соболь (81) — русский советский поэт, сын писателя Андрея Соболя.

### Март
- 4 марта — Григорий Плиев (85) — осетинский поэт, лауреат премии им. Косты Хетагурова.
- 8 марта — Адольфо Биой Касарес (84) — аргентинский писатель.
- 13 марта — Александр Петрович Свободин (77) — российский театровед, театральный и художественный критик, журналист, драматург и историк.
- 22 марта — Вадим Маркович Козовой (61) — русский поэт, эссеист, переводчик и истолкователь французской поэзии XIX—XX вв.

### Апрель
- 2 апреля — Феликс Чуев (57) — советский поэт, писатель, публицист.
- 4 апреля — Анна Горенко (27) — русскоязычная израильская поэтесса.
- 7 апреля — Арон Алтерович Вергелис (80) — еврейский (идиш) прозаик, поэт, публицист, редактор, общественный деятель.
- 12 апреля — Виктор Николаевич Попов (76) — российский журналист и писатель.

### Май
- 10 мая — Шел Силверстайн (68) — американский поэт, автор песен, музыкант, карикатурист, сценарист и автор детских книг.
- 20 мая — Карлос Кирино, филиппинский историк, писатель, биограф (род. в 1910).
- 31 мая 
  - Анатолий Степанович Иванов (71) — российский писатель-«почвенник»
  - Огюст Ле Бретон (86) — французский писатель.

### Июнь
- 6 июня — Александр Айзикович Витензон (92) — советский кинематографист, сценарист и редактор.
- 15 июня — Игорь Сергеевич Холин (79) — русский поэт, прозаик.

### Июль
- 2 июля — Марио Пьюзо (78) — американский писатель, критик, сценарист, автор сценария к фильму «Крёстный отец».
- 7 июля — Йонас Авижюс (77) — литовский советский писатель, прозаик.
- 21 июля — Дзюн Это (настоящее имя Ацуо Эгасира) (66) — японский литературный критик и писатель.
- 31 июля — Вениамин Михайлович Блаженный (77) — русский советский поэт.

### Август
- 3 августа — Абд аль-Ваххаб Баяти, аракский поэт и писатель.
- 18 августа:
  - Ханох Левин (55) — израильский поэт и драматург; рак.
  - Татьяна Бачелис (81) — российский театровед, киновед, театральный критик, член Союза писателей СССР (родилась в 1918).
- 20 августа — Мюневвер Аяшлы (93) — турецкая писательница, автор романов об Османской империи.
- 21 августа:
  - Веня Д’ркин (Александр Михайлович Литвинов) (29) — русский поэт, музыкант, рок-бард.
  - Ежи Харасымович (66) — польский поэт.
- 23 августа — Джеймс Уайт (71) — британский писатель-фантаст, один из представителей «новой волны»
- 24 августа — Илья Тюрин (19) — русский поэт, философ, рок-музыкант.

### Сентябрь
- 6 сентября — Назар Наджми (81) — народный поэт Башкирии.
- 8 сентября — Лев Разгон (91) — русский писатель, критик, правозащитник; узник сталинских лагерей, один из основателей Общества «Мемориал».
- 25 сентября — Мэрион Зиммер Брэдли (69) — американская писательница.
- 30 сентября — Лихачёв, Дмитрий Сергеевич (92) — русский филолог, историк русской литературы.

### Октябрь
- 2 октября — Хайнц Гюнтер Конзалик (78) — немецкий писатель.
- 7 октября — Генрих Вениаминович Сапгир (70) — российский поэт и прозаик.
- 9 октября:
  - Жуан Кабрал де Мело Нето — бразильский поэт.
  - Моррис Уэст — австралийский писатель, драматург, публицист.
- 12 октября — Удо Штайнке, немецкий писатель.
- 18 октября — Илья Вениаминович Бокштейн — поэт, художник, эссеист, переводчик.
- 19 октября — Натали Саррот, французская писательница (родилась в 1900).
- 21 октября — Геннадий Леонидович Васильев — советский и российский кинорежиссёр и сценарист.

### Ноябрь
- 4 ноября — Гарольд Габриэльевич Регистан — советский поэт, сын писателя Габриэля Эль-Регистана, соавтора слов гимна СССР.
- 18 ноября — Пол Боулз — американский писатель и композитор, признанный классик американской литературы XX века.
- 22 ноября — Ефим Григорьевич Эткинд — советский и российский филолог, историк литературы, переводчик европейской поэзии, теоретик перевода.
- 23 ноября — Владимир Васильевич Григорьев — российский советский писатель-фантаст (родился в 1935).
- 24 ноября — Матео Максимов — цыганский писатель.
- 25 ноября — Владимир Натанович Орлов — детский писатель и драматург.

### Декабрь
- 7 декабря — Владимир Михайлович Кобрин — советский и российский сценарист, режиссёр, художник.
- 13 декабря
  - Джозеф Хеллер — американский писатель.
  - Йен Уотт — английский и американский историк литературы.
- 18 декабря — Робер Брессон — французский кинорежиссёр и сценарист.
- 23 декабря — Тимур Аркадьевич Гайдар — советский военный журналист и писатель, сын писателя Аркадия Гайдара.
- 31 декабря — Соломия Дмитриевна Павлычко — украинский литературовед, историк литературы, переводчица.